# 阿纳斯塔西娅·雷巴乔克
阿纳斯塔西娅·安德里伊芙娜·雷巴乔克（烏克蘭語：Анастасія Андріївна Рибачок，1998年4月13日—），原姓切特韦里科娃（Четверікова），乌克兰女子皮划艇运动员，2020年夏季奥林匹克运动会女子双人划艇500米银牌得主、2024年夏季奥林匹克运动会女子双人划艇500米银牌得主。